# Caterham Project V
La Caterham Project V est un concept car de coupé électrique du constructeur automobile britannique Caterham présenté en juillet 2023 et préfigurant un modèle de série.

## Présentation
La Caterham Project V est présentée le 12 juillet 2023 et exposée au Festival de vitesse de Goodwood 2023.

### Design

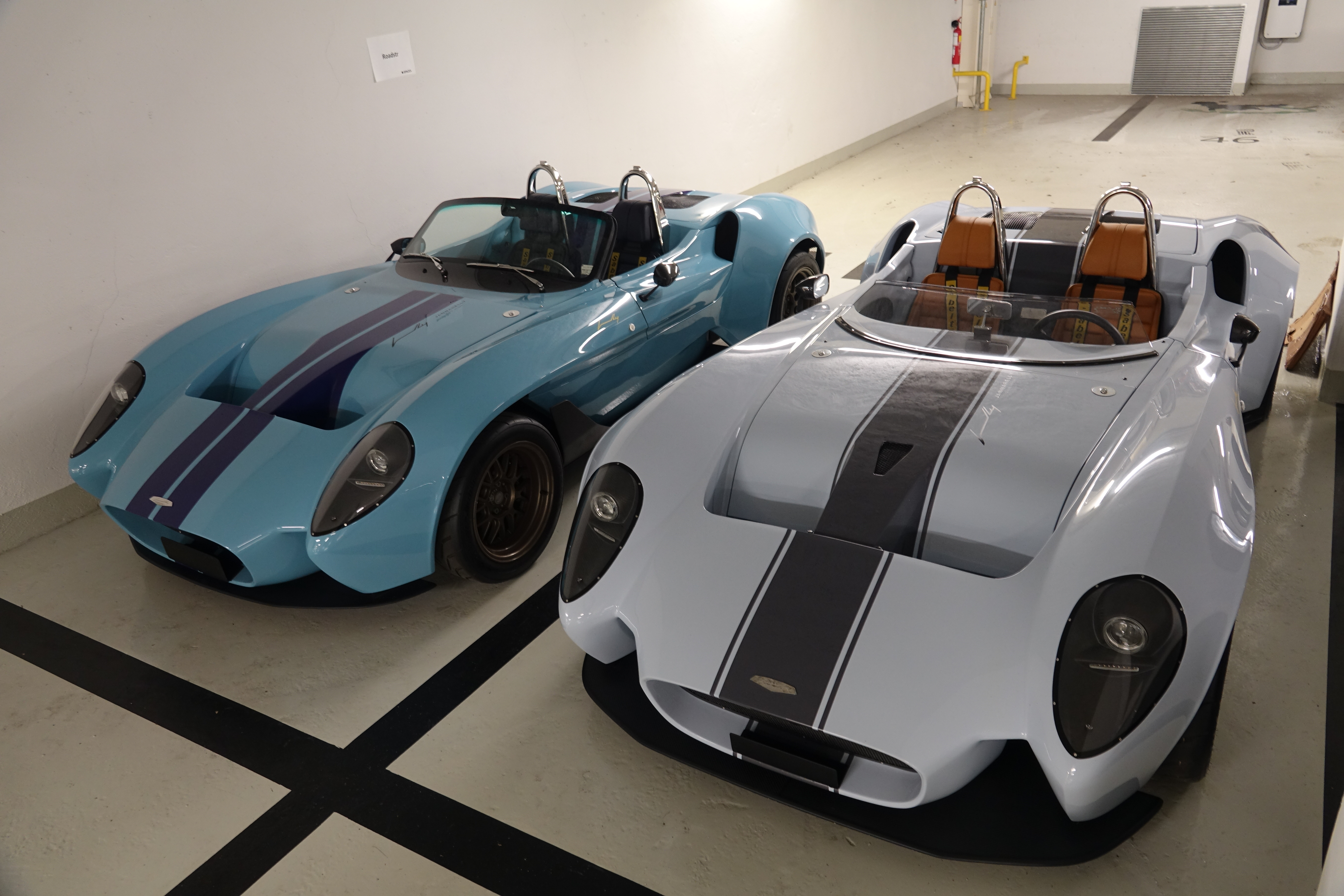
Jannarelly Design-1.

La Project V est l'œuvre du designer français Anthony Jannarelly, cofondateur de la marque Jannarelly, qui produit le roadster Design-1, devenu chef du design de Caterham en novembre 2022.

## Caractéristiques techniques
La Project V profite d'un châssis en fibre de carbone et aluminium pour un poids total de 1 190 kg. Elle présente deux configurations intérieures possibles : 2+1 places ou 2+2 en option.

### Motorisation
Le concept reçoit un moteur électrique d'une puissance de 200 kW (272 ch) alimenté par une batterie lithium-ion d'une capacité de 55 kWh lui offrant une autonomie de 400 km.
| Logo de Caterham            | Caractéristiques techniques |
| Logo de Caterham            | Caterham Project V          |
| --------------------------- | --------------------------- |
| Puissance moteur (kW)       | 200                         |
| Puissance maximale (ch)     | 272                         |
| Couple maximal (N m)        |                             |
| Vitesse maximale (km/h)     | 230                         |
| 0-100 km/h (s)              | 4,5                         |
| Transmission                | Propulsion                  |
| Masse à vide (kg)           | 1190                        |
| Batterie                    |                             |
| Type                        | Lithium-ion                 |
| Capacité brute (kWh)        | 55                          |
| Autonomie (WLTP) (km)       | 400                         |
| Temps de recharge           |                             |
| sur une prise domestique    |                             |
| sur une borne 22 kW         |                             |
| sur une borne rapide 150 kW | 15 minutes (20 à 80 %)      |